# Тбіліський електровозобудівний завод
Тбіліський електровозобудівний завод (рос. АТ «Электровозостроитель», груз. „ელმავალმშენებელი“) — підприємство з випуску локомотивів для потреб залізниць та промисловості, розташоване в Тбілісі (Грузія).

## Історія заводу

### 1939 рік
У зв'язку з розширенням електровозоремонтного цеху прийнято рішення перенесення всього паровозовагоноремонтного заводу на околицю міста з його одночасною реконструкцією. Саме 1939 рік вважають роком заснування підприємства.

### 1940—1950-ті роки

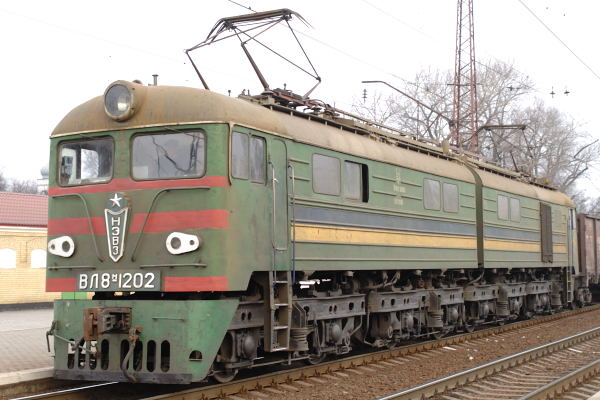
ВЛ8М один з перших електровозів заводу

Вперше в СРСР електровозоремонтний цех ще недобудованого ремонтного заводу виконав модернізацію мотор-вагонного поїзда для роботи на напругу 3000 вольт. 1949 р. завод введений в експлуатацію як локомотиворемонтний.
1956 р. у зв'язку з прийняттям ЦК КПРС і Радою Міністрів СРСР Генерального плану електрифікації залізничного транспорту країни і збільшенням потреби в магістральних електровозах, прийнято рішення про будівництво магістральних електровозів на Тбіліському локомотиворемонтному заводі.
1957 р. Тбіліський локомотиворемонтний завод перейменовано в електровозобудівний. Починається реконструкція і розширення заводу. Перший електровоз Н8-201, надалі
1958 з метою прискорення темпів технічного прогресу в галузі електровозобудування при заводі організовано Спеціальне проєктно-конструкторське бюро (СКБ) для проектування нових магістральних електровозів. Освоєно виробництво основних вузлів електровоза: тяговий електродвигун, допоміжні машини, пускорегулюючі апарати, частини апаратури захисту, струмоприймач та інші, всього близько 1000 вузлів і деталей. У перше десятиліття існування на ТЕВЗі освоєно випуск 250 тисяч вузлів і деталей електровозів, близько 80 % необхідної кількості.

### 1960—1990-ті роки

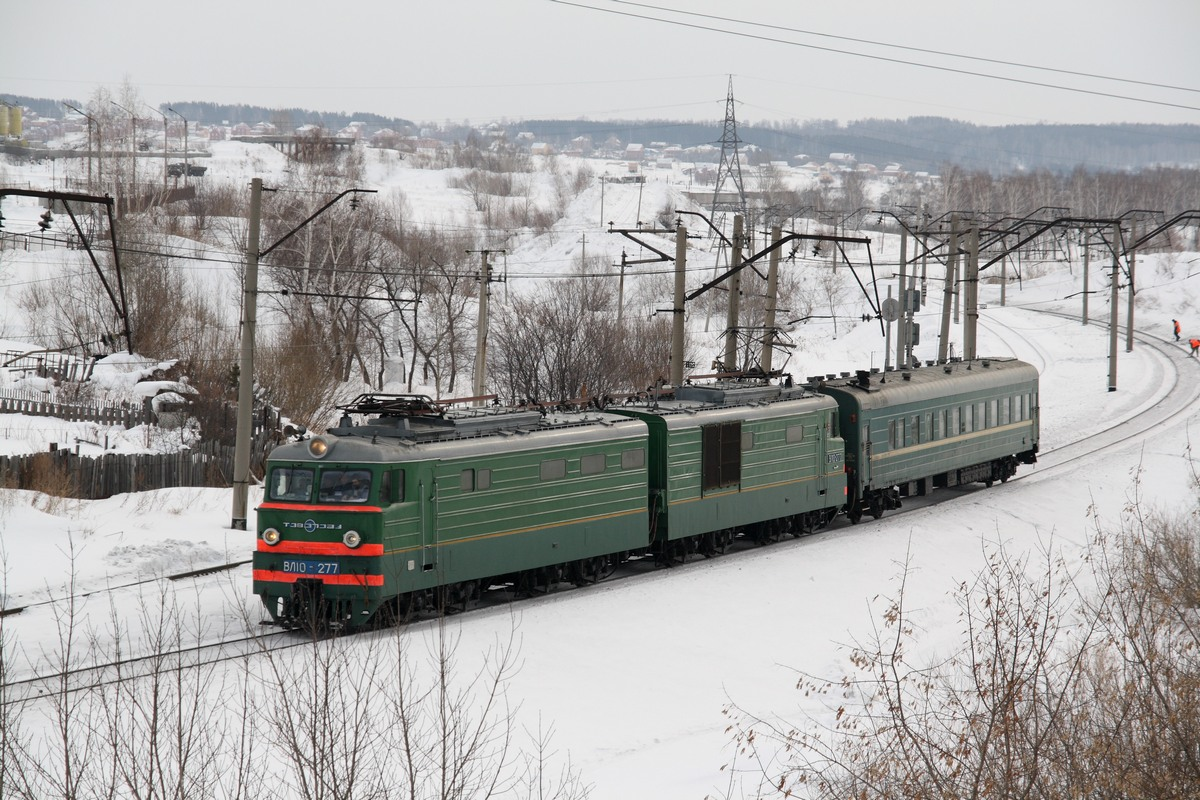
ВЛ10 під Томськом

1961 рік створено восьмивісний електровоз постійного струму серії ВЛ10. 1966 СКБ заводу спроектований і побудований перший у світі електровоз ВЛ-8В з імпульсним регулюванням на напругу в контактній мережі 6000 і 3000 вольт. 1970 р. освоєно виробництво промислових електровозів серії ЕК13, продукції, яка зробила марку ТЕВЗа відомої і за межами СРСР. Перші промислові електровози ЕК-13 були відправлені до Туреччини, Індії, Польщі, Болгарії, Румунії і Чехословаччини. 1971 р. значна робота проведена колективом заводу з освоєння та випуску електропідйомників ЕШ -186, призначених для механізації вантажно-розвантажувальних робіт, які використовувалися не тільки в СРСР, а й були відправлені до Угорщини, Югославії, Туреччини, Ємену, Іраку, Індії. ЕШ -186 неодноразово брали участь у міжнародних промислових виставках у Будапешті, Бухаресті, Брно, Лейпцигу. 1973 рік. В результаті використання досягнень в напівпровідниковій техніці спеціальним проєктно-конструкторським бюро створено новий промисловий електровоз ЕК14 з тиристорним керуванням, яке забезпечує високу надійність в експлуатації, автоматизацію управління і точну стабілізацію технологічних швидкостей. ЕК14 успішно працюють на всіх металургійних комбінатах колишнього СРСР і в багатьох країнах світу.

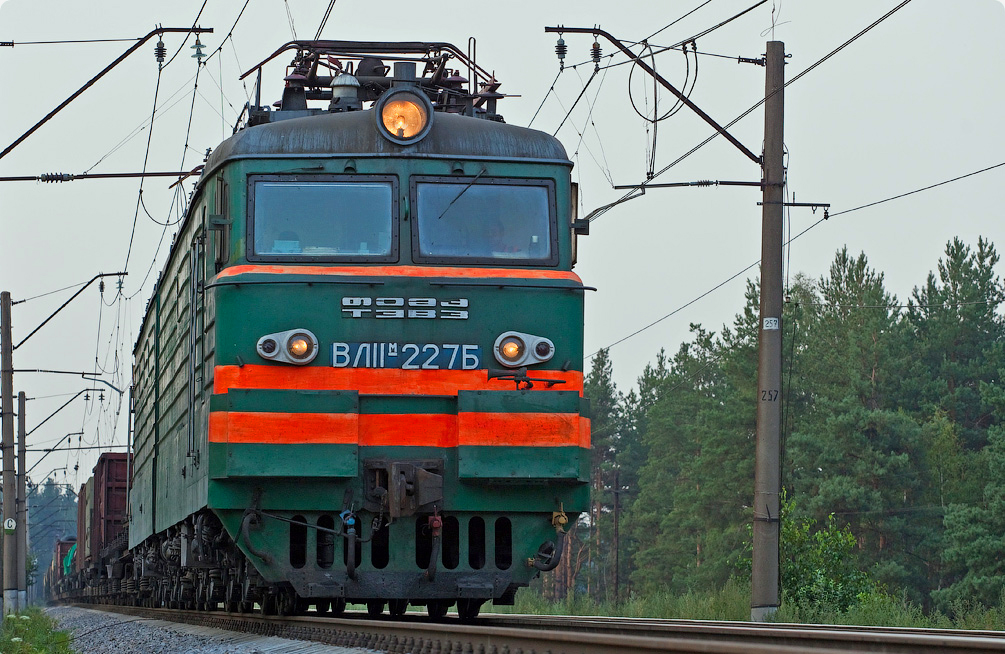
Електровоз ВЛ11

1974 р. для збільшення провізної здатності електрифікованих залізниць на постійному струмі створено новий магістральний восьмивісний вантажний електровоз серії ВЛ11.
Електровози ВЛ11 випускаються в двосекційному виконанні, при необхідності можливе формування локомотива з трьох і чотирьох секцій, які працюють за системою багатьох одиниць. При проектуванні електровоза ВЛ11 використаний ряд новітніх технічних рішень. Електровоз ВЛ11 в трьохсекційному зчепі здатний водити поїзди вагою понад 6000 т. Це дозволяє значно підвищити провізну спроможність залізниць, знизити експлуатаційні витрати. 1976 розпочато випуск прототипу електровоза ВЛ10У з навантаженням на вісь 25 тс. 1978 р. розпочато випуск нового електропідйомника ЕШ-188М, поліпшеної конструкції. Для задоволення зростаючої потреби в електровозах постійного струму проведена генеральна реконструкція заводу, яка передбачає розширення і реконструкцію існуючих та будівництво нових виробничих площ з урахуванням виготовлення ходових частин електровозів, оснащення новітнім обладнанням, в результаті чого обсяг випуску продукції подвоївся.

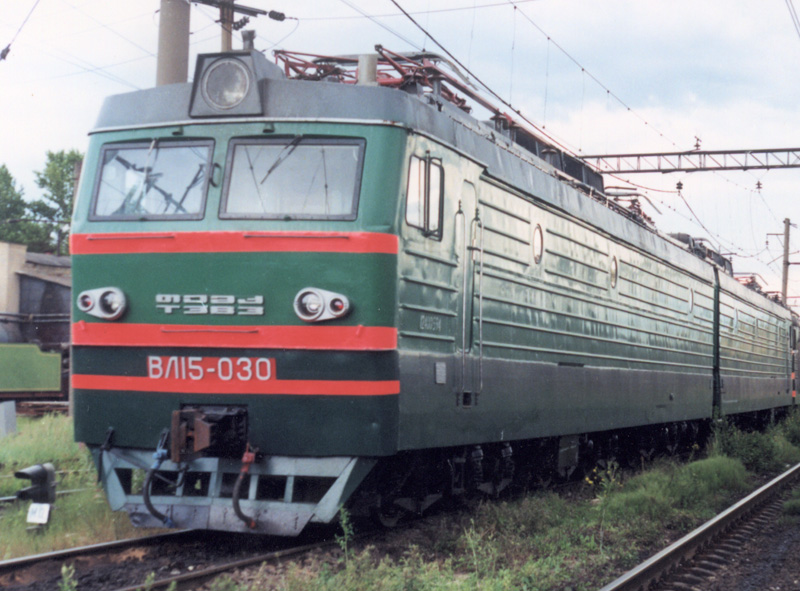
Електровоз ВЛ15

1985 року на заводі за проектом СКБ був створений найпотужніший у світі дванадцятивісний електровоз постійного струму ВЛ15. В 1990 почалося, а в 1992 році закінчилося проектування нового електровоза Е13. У тому ж році були виготовлені нові електровози в кількості 2-х штук.

## Продукція заводу
Завод випускає магістральні вантажні ВЛ10У, ВЛ11, ВЛ11М, ВЛ11М/6, ВЛ15, пасажирські 4Е1, 4Е10, та коксогасний електровоз ЕК14У та його новітню розробку — ЕК15.
В 2011 році АТ «Электровозостроитель» повністю взяло на себе забезпечення Тбіліського метрополітену вагонами та іншою продукцією.
В 2011 році Державна адміністрація залізничного транспорту України («Укрзалізниця») підписала договір з підприємством на постачання 141 магістральних вантажних електровозів. З них 110 одиниць ВЛ11М/6, решта — 8Е1і. Вартість контракту склала 483,13 млн доларів. За умовами договору, перші 24 електровози мали бути поставлені в 2012 році, в 2013-2014- 60 одиниць, у 2014 — 16, в 2016 — 10 машин. Фактично було поставлено 28 електровозів: 2008 року 2 одиниці, 2010 року 3 одиниці, 2011 року 4 одиниці, 2012 року 3 одиниці, 2013 року 11 одиниць, 2014 року 5 одиниць.
В 2015 році 4 електровози ВЛ11М/6 було придбано Азербайджанською залізницею.
В 2020 році ТЕВЗ побудував перший тяговий агрегат МПЭ2У, який був надісланий до Узбекистану на Алмалицький ГМК. У 2021 році для Узбекистану було виготовлено ще один тяговий агрегат цієї серії.